# Atelier Shallie: Alchemists of the Dusk Sea
Atelier Shallie: Alchemists of the Dusk Sea (Japans: シャリーのアトリエ～黄昏の海の錬金術士～ Hepburn: Sharī no Atorie ~ Tasogare no Umi no Renkinjutsu-shi ~) is een Japanse Role-playing game ontwikkeld door het Japanse bedrijf Gust.
Het spel kwam op 17 juli 2014 uit in Japan en op 13 maart 2015 in Europa voor de PlayStation 3. Atelier Shallie is het 3e deel van de Dusk trilogy en het 16e deel in de Atelier-serie. Het spel is een turn-based role-playing game waarbij de speler en de vijand om de beurt acties mogen uitvoeren.
Net als in het voorgaande deel krijgt de speler aan het begin de keuze uit 2 hoofdpersonages. Hoewel het verloop van het spel hetzelfde blijft hebben beiden hoofdpersonages hun eigen verhaal, events, eindes en hebben ze allebei een verschillende keuze aan acties die te gebruiken zijn tijdens het spel. Ook in dit deel speelt alchemie een grote rol voor het verloop van het spel.

## Ontvangst
| Beoordeeld door | Score  |
| --------------- | ------ |
| Metacritic      | 76/100 |